# اوتر
اوتر (نروژی باستان: Ótr) در اساطیر اسکاندیناوی یک جادوگر دورف، فرزند شاه هرایدمار و برادر فافنیر و رگین بود. بر طبق ادای شاعرانه، اوتر قادر به تغییر شکل بود و بیشتر اوقات خود را به شکل سمور آبی می‌گذراند و از ماهی تغذیه می‌کرد. در یکی از روزها، اودین، لوکی و هونیر در حال سفر بودند و در این بین به اوتر، که در طول روز بسیار به سمور آبی شباهت داشت و در حال شکار ماهی بود برخوردند. لوکی با خود تفکر کرد که با پرتاب یک سنگ می‌تواند هم سمور و هم ماهی را شکار کند. چنین شد که با پرتاب سنگی اوتر را کشت و سه اِزیر به کندن پوستش مشغول شدند. همان شب، ایزدان به خانهٔ هرایدمار رفته و با خوشحالی پوست کنده شده سمور آبی را به آن‌ها نشان دادند. هرایدمار و پسرانش که بسیار خشمگین شده بودند ایزدان را گرفته و زندانی کردند. در این بین لوکی مجبور شد برای پرداخت خون‌بها، پوست اوتر را با طلا و پوشش خارجی آن را با طلایی سرخ بپوشاند. لوکی این مأموریت را با جمع‌آوری طلای نفرین شده دورفی به نام اندواری و همچنین حلقهٔ جادویی اندوارانات که گفته شده بود این طلاها به هر کس که تعلق پیدا کند، مرگ را به ارمغان می‌آورد انجام داد.
ایزدان بر پوست اوتر پوششی از طلا کشیدند، اما هرایدمار تودهٔ مویی را دید که زرین نبود و دستور داد آن را نیز با طلا بپوشانند. اودین نیز با قرار دادن حلقه بر روی توده آن را پوشاند و لوکی از دست نفرین هرایدمار و پسرانش رها گشت. بعدها فافنیر، پسر هرایدمار و برادر اوتر و رگین، پدرش را کشت و گنجینه را ربود.